# Leptogaster whitei
Leptogaster whitei är en tvåvingeart som beskrevs av Hardy 1940. Leptogaster whitei ingår i släktet Leptogaster och familjen rovflugor. Inga underarter finns listade i Catalogue of Life.